# Nea Erythrea
Nea Erythrea (griechisch Νέα Ερυθραία (f. sg.)) ist eine Stadt im Norden des Präfekturbezirks Athen der Region Attika in Griechenland. Die von 1982 bis 2010 selbständige Gemeinde hatte 2011 eine Bevölkerung von 18.038 Einwohnern.
1981 lag die Einwohnerzahl noch bei 10.100, 1991 betrug sie bereits 12.993 und 2001 15.439
Durch die Verwaltungsreform 2010 wurde Nea Erythrea mit Kifisia und Ekali zur neuen Gemeinde Kifisia verschmolzen.